# Etapa Distrital de Tarapoto 2024
La Etapa Distrital de Tarapoto 2024 es un torneo de futbol que forma parte de la Copa Perú 2024.

## Formato
El torneo consta de dos etapas, la Fase Preliminar en la cual participarán 9 equipos, los partidos serán de ida y vuelta por 9 fechas, descansando un equipo por jornada, los 4 primeros pasarán a la siguiente fase Liguilla, en esta etapa de la copa Perú, clasificarán los dos equipos que terminen en la cima de la tabla de posiciones de la liguilla, además del equipo Unión Tarapoto que en la Copa Perú 2023 quedó en los 16 primeros puestos, lo cual le concedió un pase directo a la Etapa Provincial de San Martín 2024.

## Equipos no participantes y nuevos
| Ascendidos a la Etapa Provincial de San Martín 2024 |
| --------------------------------------------------- |
| Union Tarapoto                                      |

| Nuevos en la liga distrital de Tarapoto |
| --------------------------------------- |
| Grandez Fc                              |
| Sport Tarapoto                          |
| Ricardo Fabiano                         |

## Fase Preliminar

### Tabla de posiciones
| Pos. | Equipo             | Pts. | PJ | G | E | P | GF | GC | Dif. | Clasificación        |
| ---- | ------------------ | ---- | -- | - | - | - | -- | -- | ---- | -------------------- |
| 1    | Shuta Boys         | 21   | 8  | 7 | 0 | 1 | 26 | 6  | +20  | Avanza a la liguilla |
| 2    | Grandez Fc         | 19   | 8  | 6 | 1 | 1 | 30 | 6  | +24  | Avanza a la liguilla |
| 3    | Sport Tarapoto     | 18   | 8  | 5 | 3 | 0 | 16 | 1  | +15  | Avanza a la liguilla |
| 4    | UNSM               | 14   | 8  | 4 | 2 | 2 | 15 | 15 | 0    | Avanza a la liguilla |
| 5    | Tarapoto City      | 12   | 8  | 3 | 3 | 2 | 17 | 13 | +4   |                      |
| 6    | Semillero Tarapoto | 7    | 8  | 2 | 1 | 5 | 8  | 18 | −10  |                      |
| 7    | Real Palmeras      | 6    | 8  | 2 | 0 | 6 | 10 | 29 | −19  |                      |
| 8    | Jóvenes en Acción  | 6    | 8  | 2 | 0 | 6 | 10 | 25 | −15  |                      |
| 9    | Ricardo Fabiano    | 0    | 8  | 0 | 0 | 8 | 6  | 25 | −19  |                      |

Actualizado a los partidos jugados el 21 de abril.
 Fuente: Deporte Al Día - Total Sintonía

### Partidos
| Tarapoto City             | 0 - 4 | Grandez Fc         | Monumental de Santa Rosa de Cumbaza | 3 de marzo | 10:00 |
| Real Palmeras             | 3 - 4 | UNSM               | Monumental de Santa Rosa de Cumbaza | 3 de marzo | 12:00 |
| Sport Tarapoto            | 2 - 0 | Semillero Tarapoto | Monumental de Santa Rosa de Cumbaza | 3 de marzo | 14:00 |
| Shuta Boys                | 8 - 1 | Jóvenes en Acción  | Monumental de Santa Rosa de Cumbaza | 3 de marzo | 16:00 |
| descansa: Ricardo Fabiano |       |                    |                                     |            |       |

| Jóvenes en Acción    | 0 - 4 | Sport Tarapoto | Monumental de Santa Rosa de Cumbaza | 10 de marzo | 9:30  |
| Grandez Fc           | 9 - 2 | Real Palmeras  | Monumental de Santa Rosa de Cumbaza | 10 de marzo | 11:30 |
| Semillero Tarapoto   | 1 - 2 | UNSM           | Monumental de Santa Rosa de Cumbaza | 10 de marzo | 13:30 |
| Ricardo Fabiano      | 2 - 5 | Tarapoto City  | Monumental de Santa Rosa de Cumbaza | 10 de marzo | 15:30 |
| descansa: Shuta Boys |       |                |                                     |             |       |

| Jóvenes en Acción       | 0 - 3 | UNSM            | Monumental de Santa Rosa de Cumbaza | 17 de marzo | 9:30  |
| Real Palmeras           | 2 - 1 | Ricardo Fabiano | Monumental de Santa Rosa de Cumbaza | 17 de marzo | 11:30 |
| Semillero Tarapoto      | 0 - 6 | Grandez Fc      | Monumental de Santa Rosa de Cumbaza | 17 de marzo | 13:30 |
| Sport Tarapoto          | 1 - 0 | Shuta Boys      | Monumental de Santa Rosa de Cumbaza | 17 de marzo | 15:30 |
| descansa: Tarapoto City |       |                 |                                     |             |       |

| Semillero Tarapoto       | 2 - 0 | Ricardo Fabiano | Monumental de Santa Rosa de Cumbaza | 24 de marzo | 9:30  |
| Jóvenes en Acción        | 0 - 2 | GrandezFc       | Monumental de Santa Rosa de Cumbaza | 24 de marzo | 11:30 |
| Real Palmeras            | 0 - 5 | Tarapoto City   | Monumental de Santa Rosa de Cumbaza | 24 de marzo | 13:30 |
| Shuta Boys               | 5 - 1 | UNSM            | Monumental de Santa Rosa de Cumbaza | 24 de marzo | 15:30 |
| descansa: Sport Tarapoto |       |                 |                                     |             |       |

| Jóvenes en Acción       | 2 - 1 | Ricardo Fabiano    | Estadio Municipal de Morales | 28 de marzo | 9:30  |
| Tarapoto City           | 1 - 1 | Semillero Tarapoto | Estadio Municipal de Morales | 28 de marzo | 11:30 |
| Sport Tarapoto          | 0 - 0 | UNSM               | Estadio Municipal de Morales | 28 de marzo | 13:30 |
| Shuta Boys              | 3 - 1 | Grandez Fc         | Estadio Municipal de Morales | 28 de marzo | 15:30 |
| descansa: Real Palmeras |       |                    |                              |             |       |

| Real Palmeras     | 0 - 2 | Semillero Tarapoto | Monumental de Santa Rosa de Cumbaza | 31 de marzo | 9:30  |
| Ricardo Fabiano   | 0 - 2 | Shuta Boys         | Monumental de Santa Rosa de Cumbaza | 31 de marzo | 11:30 |
| Jóvenes en Acción | 2 - 3 | Tarapoto City      | Monumental de Santa Rosa de Cumbaza | 31 de marzo | 13:30 |
| Grandez Fc        | 0 - 0 | Sport Tarapoto     | Monumental de Santa Rosa de Cumbaza | 31 de marzo | 15:30 |
| descansa: UNSM    |       |                    |                                     |             |       |

| Real Palmeras                | 2 - 1 | Jóvenes en Acción | Monumental de Santa Rosa de Cumbaza | 7 de abril | 9:30  |
| Ricardo Faviano              | 0 - 4 | Sport Tarapoto    | Monumental de Santa Rosa de Cumbaza | 7 de abril | 11:30 |
| Shuta Boys                   | 2 - 1 | Tarapoto City     | Monumental de Santa Rosa de Cumbaza | 7 de abril | 13:30 |
| Grandez Fc                   | 4 - 0 | UNSM              | Monumental de Santa Rosa de Cumbaza | 7 de abril | 15:30 |
| descansa: Semillero Tarapoto |       |                   |                                     |            |       |

| UNSM                 | 4 - 1 | Ricardo Fabiano   | Monumental de Santa Rosa de Cumbaza | 14 de abril | 9:30  |
| Semillero Tarapoto   | 2 - 4 | Jóvenes en Acción | Monumental de Santa Rosa de Cumbaza | 14 de abril | 11:30 |
| Real Palmeras        | 1 - 3 | Shuta Boys        | Monumental de Santa Rosa de Cumbaza | 14 de abril | 13:30 |
| Sport Tarapoto       | 1 - 1 | Tarapoto City     | Monumental de Santa Rosa de Cumbaza | 14 de abril | 15:30 |
| descansa: Grandez Fc |       |                   |                                     |             |       |

| Grandez Fc                  | 4 - 1 | Ricardo Fabiano   | Monumental de Santa Rosa de Cumbaza | 21 de abril | 9:30  |
| Real Palmeras               | 0 - 4 | Sport Tarapoto    | Monumental de Santa Rosa de Cumbaza | 21 de abril | 11:30 |
| UNSM                        | 1 - 1 | Tarapoto City     | Monumental de Santa Rosa de Cumbaza | 21 de abril | 13:30 |
| Shuta Boys                  | 3 - 0 | Semillero Tarpoto | Monumental de Santa Rosa de Cumbaza | 21 de abril | 15:30 |
| descansa: Jóvenes en Acción |       |                   |                                     |             |       |

## Liguilla
La segunda fase de la etapa distrital de Tarapoto es la liguilla, en las cuales clasifican los primeros cuatro puestos de la liga preliminar, en esta etapa se conservarán los puntos de la fase preliminar, el primer y segundo puesto ascenderá a la Etapa Provincial de San Martín 2024.
| Clasificados   |
| -------------- |
| Grandez Fc     |
| Shuta Boys     |
| Sport Tarapoto |
| UNSM           |

### Tabla de posiciones
| Pos. | Equipo         | Pts. | PJ | G | E | P | GF | GC | Dif. | Clasificación                                   |
| ---- | -------------- | ---- | -- | - | - | - | -- | -- | ---- | ----------------------------------------------- |
| 1    | Shuta Boys     | 28   | 11 | 9 | 1 | 1 | 32 | 8  | +24  | Avanza a la Etapa Provincial de San Martín 2024 |
| 2    | Grandez Fc     | 25   | 11 | 8 | 1 | 2 | 38 | 11 | +27  | Avanza a la Etapa Provincial de San Martín 2024 |
| 3    | Sport Tarapoto | 22   | 11 | 6 | 4 | 1 | 20 | 6  | +14  |                                                 |
| 4    | UNSM           | 14   | 10 | 4 | 2 | 4 | 16 | 21 | −5   |                                                 |

Actualizado a los partidos jugados el 5 de abril.
 Fuente: Deporte Al Día - Total Sintonía

### Partidos
| Grandez Fc | 3 - 1 | UNSM           | Cancha Santa Rosa de Cumbaza | 28 de abril | 13:30 |
| Shuta Boys | 1 - 1 | Sport Tarapoto | Cancha Santa Rosa de Cumbaza | 28 de abril | 15:30 |

| Shuta Boys | 3 - 0* | UNSM           | Estadio Carlos Vidaurre | 1 de mayo | 14:00 |
| Grandez Fc | 4 - 2  | Sport Tarapoto | Estadio Carlos Vidaurre | 1 de mayo | 16:00 |

Nota:
- El partido que aparece con * La comisión de justicia dio fallo a favor del Club Shuta Boys.[11]

| Sport Tarapoto | 1 - 0 | UNSM       | Estadio Carlos Vidaurre | 5 de mayo | 14:00 |
| Grandez Fc     | 1 - 2 | Shuta Boys | Estadio Carlos Vidaurre | 5 de mayo | 16:00 |

|                                   |
| Campeón Distrital 2024 Shuta Boys |